# Francis Josse
Francis Josse (Parigi, 21 ottobre 1915 – Dreux, 24 aprile 1991) è stato un fumettista e illustratore francese.

## Biografia
Diventa disegnatore nel 1934 dopo aver studiato all'École des Arts Appliqués. Illustra il fumetto Marc le Téméraire, apparso sulla rivista filonazista Le Téméraire. Dopo la Liberazione, fu assunto dall'Editons Vaillant per rivista comunista Vaillant e continuò ad adattare diversi romanzi in forma di fumetto.

## Opere
- Marc le Téméraire (1943-1944)[6][7]
- Les Trois mousquetaires (1948-1951)
- L'Ile Mystérieuse (1954-1955)
- Le Chevalier de Maison Rouge
- Cagliostro
- Maman Rose
- Le Bossu
- Les grandes espérances
- Monte-Cristo